# Condor Electronics
Pour les articles homonymes, voir Condor.
Condor Electronics, ou tout simplement Condor, est une entreprise algérienne spécialisée dans l'électronique, l'électroménager et le multimédia, qui fait partie du groupe Benhamadi. Elle est implantée dans la zone industrielle de la ville de Bordj Bou Arréridj.
En plus de la commercialisation de ses différents produits sur le territoire algérien, où la société est leader avec 35 % du marché de l'électroménager et 55 % des mobiles, Condor vise un taux d'export de 80 % de sa production vers 35 pays (dont la France, la Jordanie, la Mauritanie, le Bénin, le Sénégal ou encore la Tunisie,). 
Tournée majoritairement vers les consommateurs, l'entreprise s'est également ouverte vers la réalisation de solutions BtoB comme l'éclairage de grandes infrastructures ou la gestion centralisée de climatisation.
Condor participe régulièrement à des salons sur les technologies de l'information et l'électronique en général, tels que le CeBIT,l'IFA, et le MWC.

## Historique
Condor Electronics, filiale du Groupe Benhamadi, est créée en 2002, avec comme spécialisations les produits électroniques et électroménagers.
En 2012, Condor Electronics publie un communiqué indiquant avoir atteint 35 % de part de marché algérien de l'informatique et de l'électroménager. En 2013, année de ses dix ans d'activité, Condor annonce que l'exportation de ses produits vers la Tunisie et la Jordanie lui avait rapporté environ cinq millions d'euros, augmentant aussi son chiffre d'affaires de 25 %.
En juin 2013, le fabricant lance son premier smartphone, le Condor C-1. Puis, en septembre de la même année, le modèle C-4, plus performant que son prédécesseur, est commercialisé. En avril 2014 sort le C-6, un smartphone dit « haut de gamme ». Montant d'un niveau, la marque sort le C-8, un smartphone un peu plus puissant que son prédécesseur, puis le C-4+ décliné en plusieurs couleurs. En 2014, son budget destiné à l'investissement atteint 100 millions de dollars, tandis que le taux de bénéfice est aussi en hausse entre 20 % et 40 % sur cette période.
En juin 2015, après avoir déclaré viser le marché européen, Condor a annoncé que 30 000 unités de son nouveau smartphone de l'époque, le Griffe W1, avaient été commercialisées en France. Selon un classement des 500 plus grandes entreprises africaines établi par le magazine français Jeune Afrique en 2015, Condor occupait la 15e place parmi les entreprises algériennes, et la 281e place au rang africain.
Dans la même année, le chiffre d'affaires de la société a atteint 93 milliards de dinars. En janvier 2017, Condor devient le premier constructeur en Afrique et en région MENA à développer la technologie 8K. Le 20 avril 2017, Condor inaugurait son premier showroom en Tunisie.
En février 2018, lors du MWC 2018, le directeur du marché africain de Condor Electronics a indiqué que l'entreprise développait sa présence en Europe, au travers du marché français. Le principal produit mis en avant pour entrer sur le marché européen est le smartphone Allure M3.
En août 2019, son PDG, Abderrahmane Benhamadi, est placé en détention provisoire à la suite d'une enquête sur des affaires de corruption. Il est remis en liberté provisoire le 22 avril 2020. Le 6 décembre 2021, il est condamné à quatre ans de prison, dont deux avec sursis, pour « conclusion de marchés illégaux et obtention d'indus avantages ».

## Identité visuelle

### Logotypes de la marque

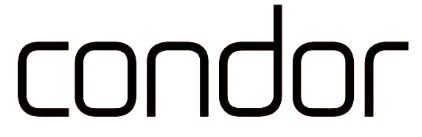
Logo de Condor Electronics de sa création à 2015
Logo de Condor Electronics depuis 2015.

### Slogans
Trois slogans ont été utilisés par Condor depuis sa création :
- Avant 2015 : « Algérien d'origine »
- Depuis 2015 : « Prenez votre envol ! »
- Depuis 2017 : « La vie confort, la vie Condor ! » (au Sénégal uniquement)

## Activités

### Électronique

#### Smartphones
Condor propose plusieurs types d'appareils de téléphonie mobile, allant du smartphone haut de gamme à des téléphones à clavier d'entrée de gamme. Condor a commercialisé en février 2016 le modèle Unique U1, un smartphone à clapet avec deux écrans, basé sur le système d'exploitation Android KitKat et principalement destiné à une cible féminine. Il s'agit du seul modèle hors-série produit par l'entreprise.

#### Tablettes tactiles
Condor Electronics propose également des modèles de tablettes tactiles. L'offre s'organise autour de modèles classés par taille : 7", 8" ou 10". Habituellement orientée vers le grand public, l'entreprise Condor s'était lancée en juin 2015 vers la cible des enfants, avec une tablette dédiée appelée Tab Kids (référence TGW-709).

#### Domotique
Également dans l'offre électronique de l'entreprise, des produits orientés dans l'univers de l'IoT ont été commercialisés, principalement des accessoires portables : la montre connectée C-Watch, le bracelet connecté pour enfants Kids Watch, le bracelet connecté Tcare II et le pèse-personne connecté T-Scale.

### Electroménager
L'activité de Condor inclut le domaine de l'électroménager avec plusieurs catégories de produits, qu'il s'agisse de petits ou de gros appareils :
- Cuisine : plaques chauffantes, fours à micro-ondes, cuisinières, réfrigérateurs, congélateurs, lave-vaisselles, cafetières, friteuses, etc.
- Salle de bains : chauffe-eau, machines à laver, sèche-cheveux, etc.
- Pièces à vivre : smart TV, téléviseurs, décodeurs TV, climatiseurs, radiateurs, aspirateurs, etc.

### Multimedia
Condor est aussi présent dans le domaine du multimédia, avec la commercialisation de plusieurs types de produits physiques et logiciels : 
- Casque de réalité virtuelle : Condor OVO VR et Condor Eye VR[44]
- Caméra Condor Eye 360°[45]
- Ordinateurs portables
- Ordinateurs fixes
- Serveurs
- Applications mobiles : liés aux produits connectés (Condor Tcare, Condor Watch, Condor SmartRemote) et applications "stand alone" (Condor Catalogue, Condor SAV, Condor ECU, Mawakit, etc.)

## Présence internationale

### Afrique
Le groupe est présent dans plusieurs pays africains à l'instar de la Mauritanie, le Sénégal, le Congo, le Bénin ou encore le Maroc. Présente également en Tunisie depuis le mois d'avril 2017, Condor Electronics a un showroom basé à Tunis et 150 points de vente à travers tout le pays. Son centre de distribution tunisien est le deuxième le plus important en surface : 4 500 m2.

### Europe
En 2018, l'entreprise avait annoncé vouloir entrer dans le marché européen, avec comme première cible la France et en visant 10 % de parts de marché dans les smartphones dès 2019. La pénétration du marché français s'effectue avec le smartphone Condor Allure M3, présenté lors du salon MedPi 2018.
À terme, en cas de succès du lancement sur le marché Français, Condor souhaite se lancer en Espagne, en Italie et au Portugal.